# My Bonnie Lies over the Ocean
My Bonnie Lies over the Ocean è una canzone popolare scozzese. Il 15 gennaio 1881, il suo spartito venne incluso sulla raccolta di sheet musics, raccolte da William H. Hills Student's Songs. Nel 1882, vennero posti diritti d'autore sulla canzone, che venne accreditata una composizione di J.T. Woods (testo) ed H.J. Fuller (musica).

## Le varie interpretazioni

### Tony Sheridan & the Beat Brothers
Il chitarrista britannico Tony Sheridan, star minore sia in patria che in Germania, soprattutto ad Amburgo, dove solitamente suonava, pubblicò nel 1961 il singolo My Bonnie/The Saints. Il musicista è accompagnato dai Beat Brothers, ovvero i Beatles, che dovettero cambiare nome perché l'originale ricordava "genitali" in tedesco; si tratta della prima registrazione commercializzata. La band era stata contattata dall'impresario Bert Kaempfert dopo che quest'ultimo li aveva visti suonare, e registrò, tra il 22 ed il 23 giugno 1961 un intero LP intitolato proprio My Bonnie; da soli, incisero anche Cry for a Shadow ed Ain't She Sweet.
La canzone veniva interpretata anche dai soli Beatles nei loro primi concerti. L'arrangiamento di Sheridan inizia con un'intro lenta, simile a quella di Love Me Tender, per poi cambiare ritmo e chiave musicale, diventando un brano rock 'n' roll. Il ruolo della chitarrista solista è condiviso tra Tony ed Harrison; il primo suona l'assolo, che venne registrato in una take differente dal resto del brano. Esistono due differenti versione della loro interpretazione: la prima con l'introduzione in tedesco, la seconda con l'introduzione in inglese.
My Bonnie/The Saints, accreditato a "Tony Sheridan und the Beat Brothers", venne pubblicato nell'ottobre 1961 in Germania, dove arrivò alla quinta posizione. Il 5 gennaio 1962 il 45 giri uscì nel Regno Unito, ed era accreditato a "Tony Sheridan and the Beatles"; il singolo raggiunse il 48º posto, ma questo quasi un anno e mezzo dopo la sua pubblicazione. Nel 1964, il disco venne pubblicato anche negli States, dove raggiunse la 26ª posizione. L'SP portò Brian Epstein a conoscere i Beatles, e, in seguito, a diventare il loro manager.

#### Formazione
- Tony Sheridan: voce, chitarra solista
- George Harrison: cori, chitarra solista
- Paul McCartney: cori, basso elettrico
- John Lennon: cori, chitarra ritmica
- Pete Best: batteria[1]

### Altre versioni
Altre versioni degne di nota sono quelle di Ray Charles (1958), degli AC/DC (1992) e di Laura Wright (2011).